# Dell Venue Pro
De Dell Venue Pro, ook wel bekend onder de codenaam Lightning, is een smartphone van het Amerikaanse bedrijf Dell. Dell Venue Pro maakt gebruik van Windows Phone 7, Microsofts mobiele besturingssysteem. Het toestel gebruikt het T-Mobile-netwerk, maar is alleen te verkrijgen via Microsoft speciaalzaken of direct via Dell.
De lancering van de smartphone had last van meerdere tegenslagen, door vele technische en logistieke problemen, met slechte communicatie tussen Dell en zijn klanten.

## Lancering
De smartphone codenaam was 'Lightning' en lekte via het internet op 21 april 2010.
Ondanks te worden aangehaald als een lanceringspartner voor Windows Phone-koptelefoons eerder in juli, werd het toestel niet wijdverspreid verkocht in de Verenigde Staten op de introductiedag. Dit in tegenstelling tot mobiele telefoons van andere lanceringspartners, zoals de Samsung Focus en drie toestellen van HTC.
Op 11 oktober, in een officiële verklaring, had Dell de Amerikaanse beschikbaarheid aangekondigd in het vakantieseizoen van 2010. Op 8 november werd Windows Phone gelanceerd en werd erg gelimiteerd qua verkoop, want het was maar in zeven Microsoftwinkels in de VS beschikbaar. Maar desalniettemin kregen sommige vroege kopers kapotte telefoons met wifiproblemen, simkaartproblemen, gebrekkige koptelefoonaansluiting en batterijen die gemarkeerd waren als "Engineering Sample". Hoewel Dell de gebruikers aanbeval om hun toestellen terug te brengen, was er geen enkel vervangend toestel op voorraad beschikbaar, en toestellen werden niet op 19 november herverzonden zoals beloofd.
Na het missen van zowel de Amerikaanse lancering op 8 november als de online-lancering op 15 november, maakte Dell bekend dat ze "de productie aan het opvoeren waren" en hadden voorgenomen om de telefoon op een grotere schaal uit te brengen.
Op 1 december had Dell zijn smartphone opnieuw geïntroduceerd en begon het bestellingen te nemen. Klanten kregen het verzonden op 15 december. Echter, een dag voor de lanceringsdatum kregen de klanten te horen dat de lanceringsdatum was verplaatst naar 6 januari 2011, 2 maanden later na de echte lanceringsdatum omdat de toestellen "werden herwerkt". Dit zorgde voor vele klachten van klanten in veel Windows Phone clubs.
Op 16 december gaf Dell een nieuw bericht naar buiten om mensen te verzekeren dat gekregen berichten van voor 14 december verzonden zouden worden voor kerstmis met een nachtelijke verzendingsupgrade en een gratis geschenk. Echter, de geschatte leveringsdatum werd pas een paar dagen later geüpdatet, wat voor veel verwarring zorgde onder klanten. Diverse klanten bestelden op een latere datum ontvangen telefoons voordat zij die opdrachten gaven. De beloofde upgrade die bij de verzending hoorde, was ook bij vele klanten niet inbegrepen.
Op 8 maart 2012 stopte Dell met de productie van Dell Venue Pro and Venue-smartphones, dit was eigenlijk alleen bekendgemaakt aan de leiding van Dell.

## Technische kwesties

### Wifiprobleem
De eerste groep geproduceerde Dell Venue Pro-toestellen leed aan het probleem dat men kon inloggen op beveiligde wifi-netwerken. Dell gaf gebruikers het advies om deze toestellen terug te brengen en andere toestellen aan te vragen. Er zijn zelfs na de volledige lancering van de Venue Pro wifiproblemen geregistreerd wanneer het toestel iets aan het downloaden was of gewoon gebruikmaakte van wifi.

### RAM
Er zijn toestellen geregistreerd die alleen over 256 MB RAM zouden beschikken volgens een SystemInfo-app in de Windows Phone Marketplace, wat aanzienlijk minder is dan de 512 MB RAM zoals aanvankelijk werd aangegeven. Dell liet later op Twitter weten dat de Venue Pro wel degelijk 512 MB RAM heeft en concludeerde dat het besturingssysteem het geheugen eerder gebruikt dan dat apps dat doen. Met de "NoDo"-update gaf de Venue Pro het werkelijke geheugen van 512 MB weer.